# Convois ON

Affiche de propagande britannique.

Les convois ON (Outbound Northern) sont une série de convois passant dans l'Atlantique nord, pendant la Seconde Guerre mondiale. Ces convois ont lieu lors de la bataille de l'Atlantique. Ils partent tous d'Angleterre au Royaume-Uni à destination de Halifax au Canada. Les convois ONS (Outbound North Slow) étaient des convois lents et transitaient entre la Grande-Bretagne et l'Amérique du Nord.

## Historique
À partir du 7 septembre 1939, peu après le déclenchement de la Seconde Guerre mondiale, les convois OB appareillaient de Liverpool en passant par le canal Saint-Georges pour rejoindre l'Atlantique. Au large des côtes, le convoi était rejoint par un convoi OA venant de Londres, sur la Tamise. Les convois combinés OA / OB étaient escortés pendant environ quatre jours avant que les navires ne se dispersent pour atteindre leurs destinations individuelles. Après la chute de la France en juin 1940, les convois OA et OB naviguaient vers le nord pour rejoindre les approches occidentales. Les avions, sous-marins et navires de surface allemands opéraient dorénavant depuis les bases aériennes et sous-marines françaises, augmentant leurs rayons d'action et leurs présences dans l’Atlantique. Les navires auparavant affectés aux convois OA / OB ont été formés aux convois ON depuis Liverpool via le canal Saint-Georges jusqu'au port d'Halifax. Ces convois ont été numérotés séquentiellement de ON 1 le 26 juillet 1941 à ON 305 le 27 mai 1945.

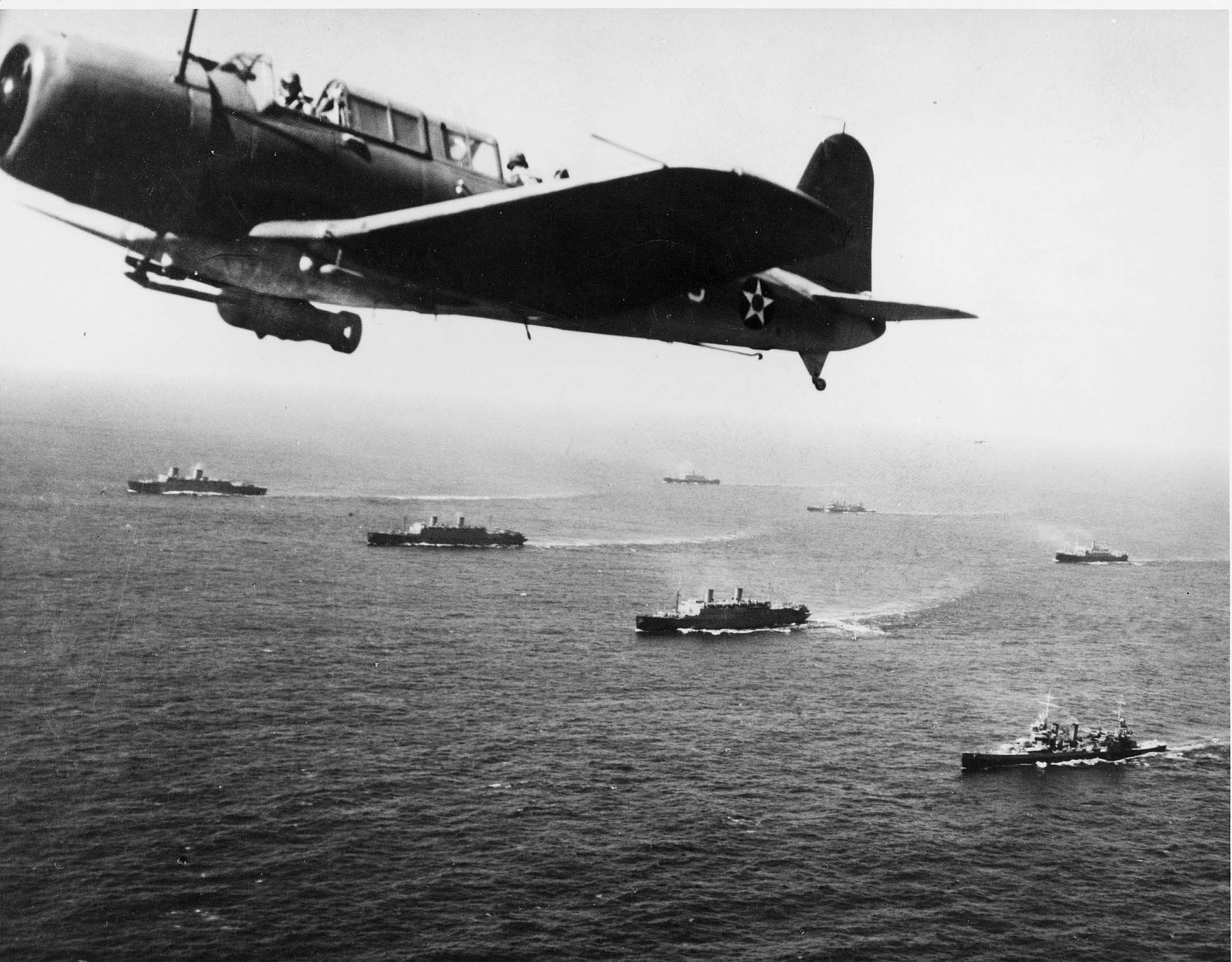
Un convoi de navires marchands protégés par des avions (27 novembre 1941).

À partir d'août 1942, la force d'escorte océanique (Mid-Ocean Escort Force) des navires britanniques et canadiens (avec quelques navires de la garde côtière américaine) livra des convois ON à la force d'escorte locale de l'Ouest (Western Local Escort Force) de la Marine royale canadienne au large d'Halifax ; cette force escorta la plupart des convois de ON 125 à ON 301 jusqu'à New York.
La plupart des navires des convois ON étaient en ballast, mais certains transportaient du charbon ou d’autres produits d’exportation. Un total de 14 864 navires ont navigué dans 307 convois ON. Deux ont été annulés. Les sous-marins ont coulé 81 navires et 23 autres ont été perdus à la suite d’accidents maritimes. Ces chiffres ne comprennent pas les retardataires, bien que la majorité des navires coulés aient été lâchés par le convoi ou naviguaient indépendamment. Dix navires de guerre en escorte ont également été perdus.

## Convois lents
Jusqu'en avril 1943, des navires capables de naviguer entre 9 et 13 nœuds (17 et 24 km/h) étaient affectés à des convois (rapides) à numéros impairs, parfois désignés ON(F) ; tandis que les navires capables d'aller à une vitesse comprise entre 6 et 9 nœuds (11 et 17 km/h) étaient affectés à des convois pairs (lents), parfois désignés ON(S) ou (ambigu) ONS. Cette situation a semé la confusion chez les historiens modernes jusqu'à ce qu'une nouvelle série distincte de convois ONS (Outbound North Slow) soit organisée. Ces convois ont été numérotés séquentiellement de ONS 1 (parti le 4 avril 1943) à ONS 51 (parti le 21 mai 1945). Le ON 171 et tous les convois suivants seront des convois rapides. Les séries ONS ont été suspendues à l'été 1944 lorsque les groupes d'escortes ont été mobilisés pour couvrir le débarquement en Normandie. Au total, 1873 navires ont participé à 51 convois ONS. Seuls 5 d'entre eux ont été attaqués (environ 10 %), dont deux feront l'objet d'une bataille d'importance majeure ; le ONS 5 est considéré comme le tournant de la campagne, et le ONS 18 était la dernière grande bataille de convoi de la bataille de l'Atlantique. Des convois ONS, seuls dix-neuf navires ont été perdus (environ 1 %).

## Convois notables
Les convois Outbound Northern ont assisté à certaines des grandes batailles de convois de la campagne de l'Atlantique. Sur les 40 convois ayant perdu 6 navires ou plus, 8 faisaient partie de la série ON (dont 5 lents et 3 rapides) et un faisait partie de la série ONS.
- Convoi ON 67 (en) : était l'un des rares convois commerciaux de l'Atlantique Nord à être attaqué par plusieurs sous-marins au début de 1942[3].
- Convoi ON 92 : sept navires sont coulés au cours d'une bataille de plus de deux semaines. Aucun U-Boot n'est perdu.
- Convoi ON 122 (en) : a été le premier à montrer la valeur défensive du radar avec relevé radiogoniométrique du type 271M[4].
- Convoi ON 127 (en) : était le seul convoi commercial de l’Atlantique Nord de 1942 où tous les sous-marins déployés contre le convoi lancèrent des torpilles[5].
- Convoi ON 144 (en) : a démontré la capacité ASM des corvettes de classe Flower équipées d'un radar 271M[6].
- Convoi ON 154 (en) : dernière opération Q-ship de la Royal Navy[7]. La perte de 14 navires (486 tués) lors du « convoi de Noël » de décembre 1942 a entraîné la réévaluation des escortes de convois canadiens[8].
- Convoi ON 166 (en) : attaqué fin février 1943, il perdit 13 navires marchands et le navire de sauvetage du convoi Stockport. Trois sous-marins sont détruits.
- Convoi ONS 5 : attaqué en avril-mai 1943, ce convoi perd 12 navires et 6 U-Boote sont coulés au cours d'une bataille de sept jours. Cette attaque est vue comme le moment où l'avantage dans l'Atlantique passe du côté des Alliés et le début d'une période surnommée « Mai noir » par la Kriegsmarine.
- Convois ONS 18/ON 202 : attaqués en septembre 1943, ces deux convois perdent six navires marchands et trois autres d'escorte, pour trois sous-marins coulés, lors de la première bataille de l'offensive d'automne de la  Kriegsmarine après le « Mai noir ».